# Clau de tub

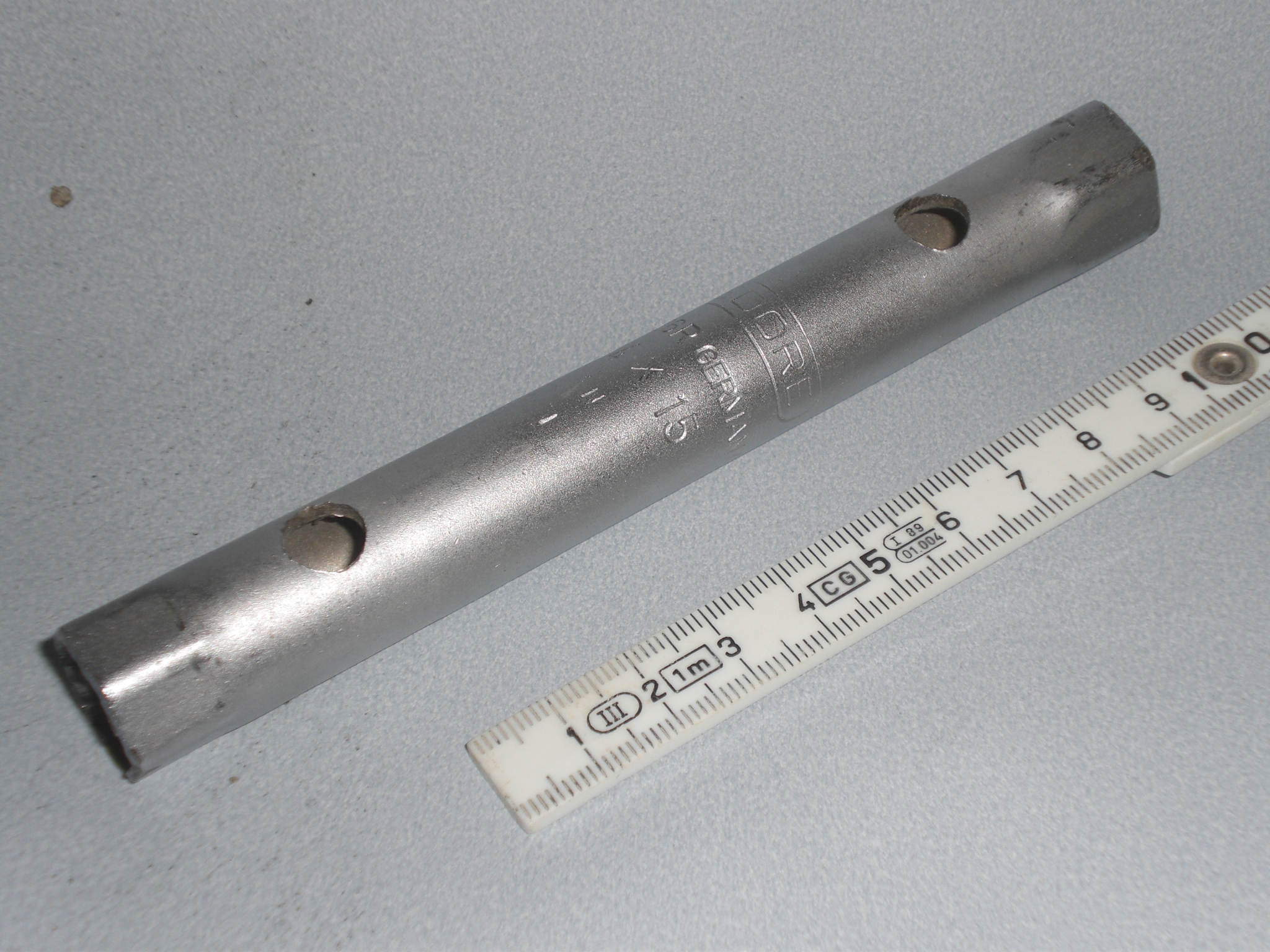
Clau de tub amb forat transversal

Una clau de tub (anglès: tube spanner) és una eina per a collar i descollar cargols i femelles. Les claus de tub d'una sola peça (claus tubulars) tenen aproximadament la forma d'un tub, als extrems del qual, se'ls dona la forma de contorn hexagonal que s'ajusta als cargols i femelles que han de prémer. S'accionen amb varetes passadores, que poden tenir diversos diàmetres, que s'insereixen en uns forats transversals.

Les claus de tub són de tub d'extrusió d'acer de paret fina, axialment buit i, per tant, més lleugers i barates de fer. Les claus forjades sòlides són més cares, més estables i a part dels dos orificis transversals, tenen tot el llarg del cos de la clau, amb forma de prisma hexagonal més prim que els extrems cilíndrics, per agafar-lo amb una clau anglesa oberta a la mida. Estan normalitzades amb la norma DIN 896 "forma B". 

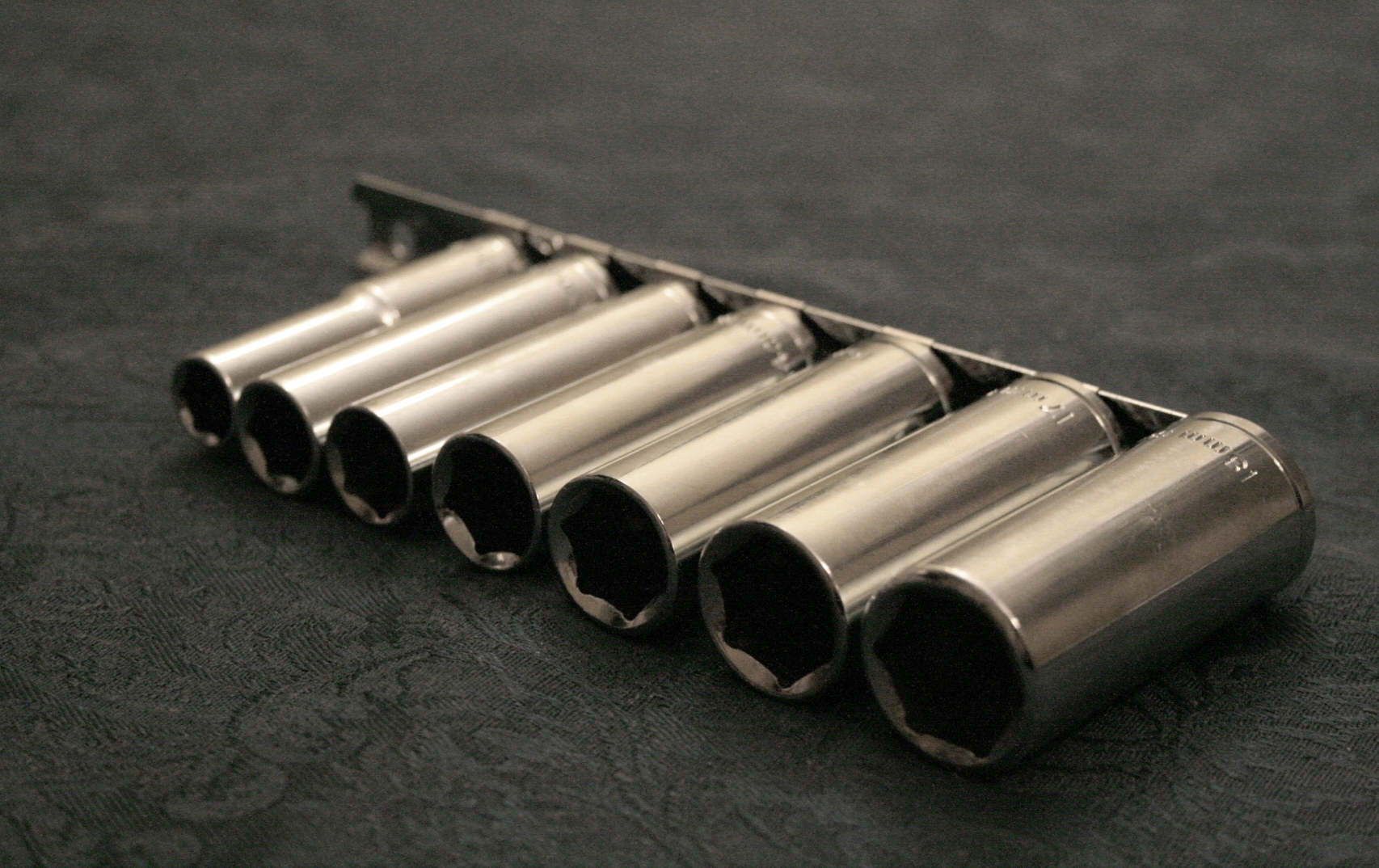
Claus de tub del tipus clau de got.

## Història

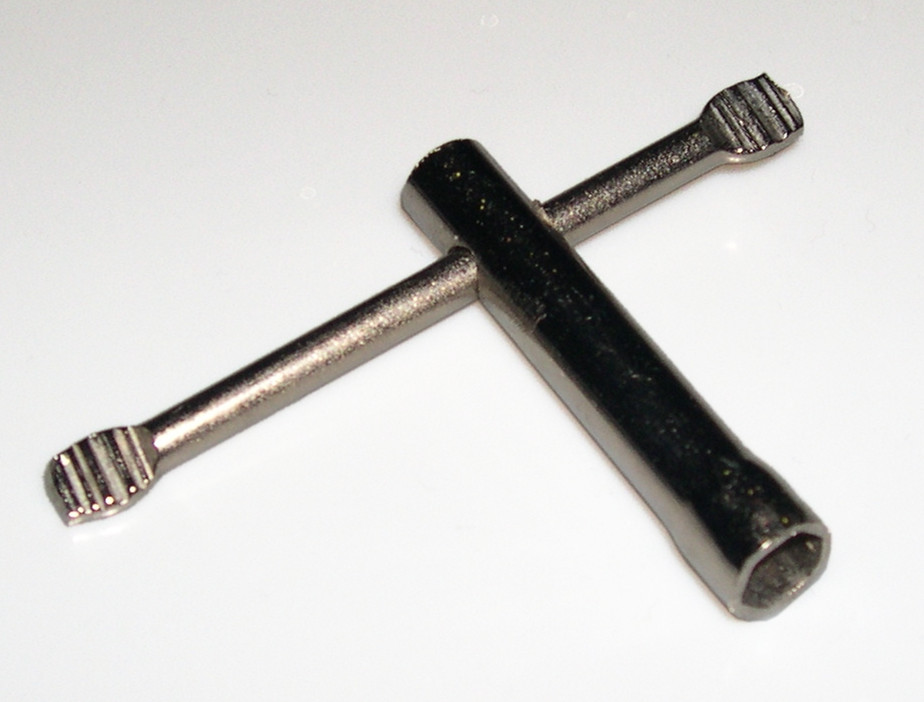
Clau de tub per collar els tamborins

Les claus de tub tenen una llarga història. Els seus primers exemplars s'utilitzen des de l'edat mitjana per donar corda als rellotges. La forma dels tubs solia ser quadrada, els tubs hexagonals es van començar a emprar a partir del segle xx.

## Tipus de clau de tub

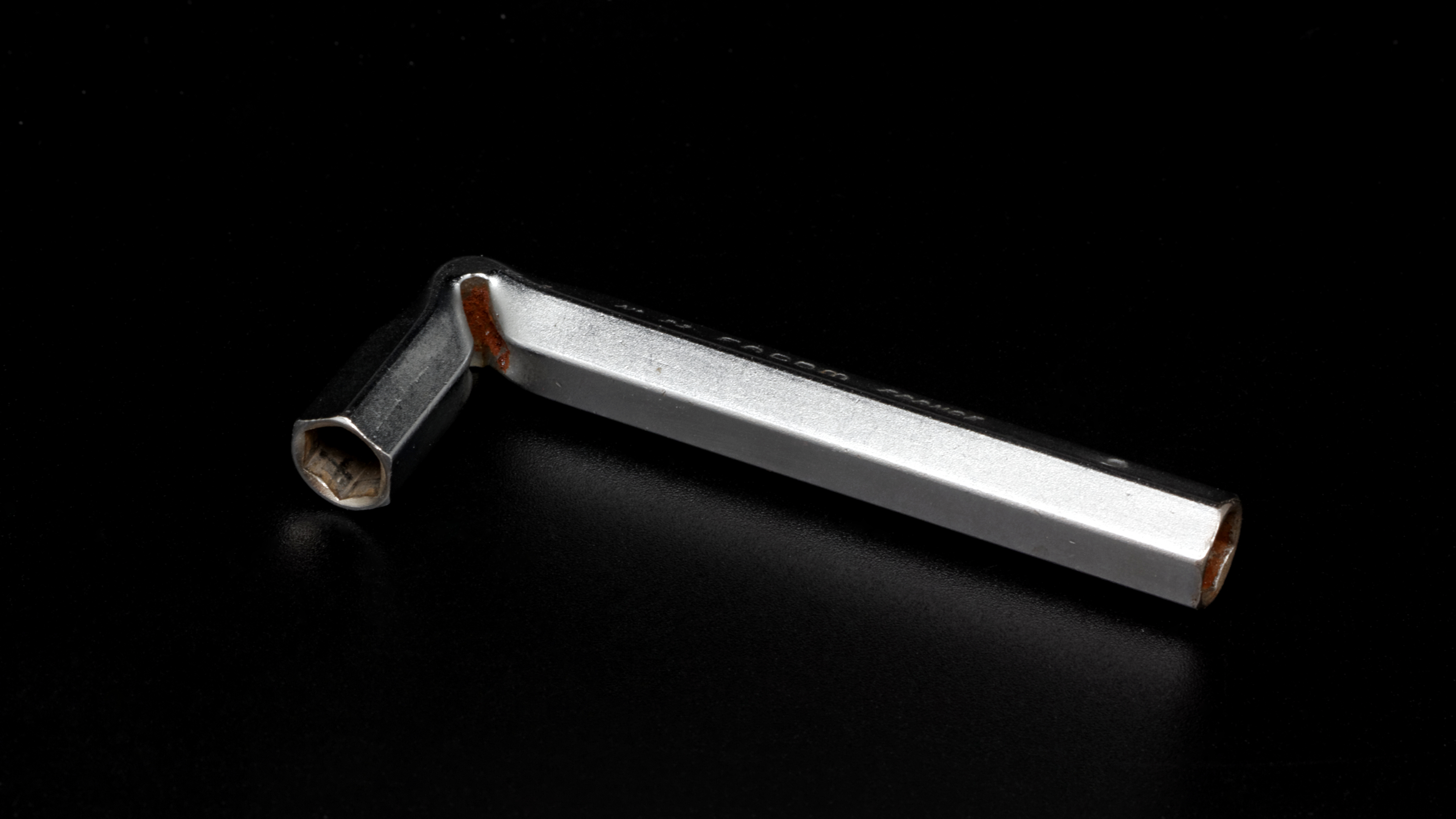
Clau de tub escairada Facom

Hi ha dos tipus principals de claus de tub:
- Claus de tub d'extrusió Les variants inclouen dissenys amb contorns de tub hexagonals
- Claus de tub forjat usar amb clau anglesa amb el cos de la clau, amb forma de prisma hexagonal

## Ús
Hi ha molts tipus d'ús per a les claus de tub (amb mànec transversal), clau per afinar instruments musicals. Hi ha un tipus de clau de tub molt útil per canviar les bugies dels motors i un altre que permet substituir clau de creu per afluixar/collar les rodes d'automòbil. De vegades aquestes claus s'utilitzen amb una vareta que permet collar i descollar amb gran força.